# Istanbul Racing Circuit
Istanbul Racing Circuit také známý jako Istanbul park je závodní okruh, který se nachází poblíž Istanbulu v Turecku. Bývalý šéf Formule 1 Bernie Ecclestone jej nazýval nejlepším závodním okruhem všech dob.

## Vítězové v jednotlivých letech
| Rok       | Jezdec           | Konstruktér | Výsledky  |           |
| --------- | ---------------- | ----------- | --------- | --------- |
| 2021      | Valtteri Bottas  | Mercedes    | Výsledky  |           |
| 2020      | Lewis Hamilton   | Mercedes    | Výsledky  |           |
| 2019–2012 | Nejelo se        | Nejelo se   | Nejelo se | Nejelo se |
| 2011      | Sebastian Vettel | Red Bull    | Výsledky  |           |
| 2010      | Lewis Hamilton   | McLaren     | Výsledky  |           |
| 2009      | Jenson Button    | Brawn       | Výsledky  |           |
| 2008      | Felipe Massa     | Ferrari     | Výsledky  |           |
| 2007      | Felipe Massa     | Ferrari     | Výsledky  |           |
| 2006      | Felipe Massa     | Ferrari     | Výsledky  |           |
| 2005      | Kimi Räikkönen   | McLaren     | Výsledky  |           |